# 長吻梵海龍
長吻梵海龍（学名：Vanacampus poecilolaemus），為輻鰭魚綱棘背魚目海龍魚科的其中一種，分布於澳洲南部海域，棲息深度1-11公尺，體長可達26.1公分，棲息在海草床，卵胎生。